# Ulrich Luder
Ulrich Luder (Solothurn, 18 januari 1919 - aldaar, 4 oktober 1987) was een Zwitsers redacteur en politicus voor de Vrijzinnig-Democratische Partij (FDP/PRD) uit het kanton Solothurn.

## Biografie

### Afkomst en opleiding
Ulrich Luder was een zoon van Hermann Werner Luder, een ingenieur, en van Ella Munzinger. Hij was gehuwd met Charlotte Stückelberger. Na zijn schooltijd aan het gymnasium van Solothurn studeerde hij van 1939 tot 1945 rechten aan de Universiteit van Zürich, waar hij ook een doctoraat behaalde.

### Redacteur
Vanaf 1947 was Luder aan de slag als redacteur van de Solothurner Zeitung, waarvan hij van 1960 tot 1968 hoofdredacteur was. In 1964 werd hij directeur bij Vogt-Schild.

### Politicus
Tussen 1953 en 1969 zetelde Luder in de Kantonsraad van Solothurn, waar hij voorzitter was van de commissies Justitie en Economie. Tussen 1963 en 1973 was hij voorzitter van de kantonnale afdeling van zijn partij. Van 4 december 1967 tot 25 november 1979 was hij lid van de Kantonsraad, waarvan hij van 27 november 1978 tot het einde van zijn mandaat op 25 november 1979 voorzitter was.